# Pa amb tomàquet

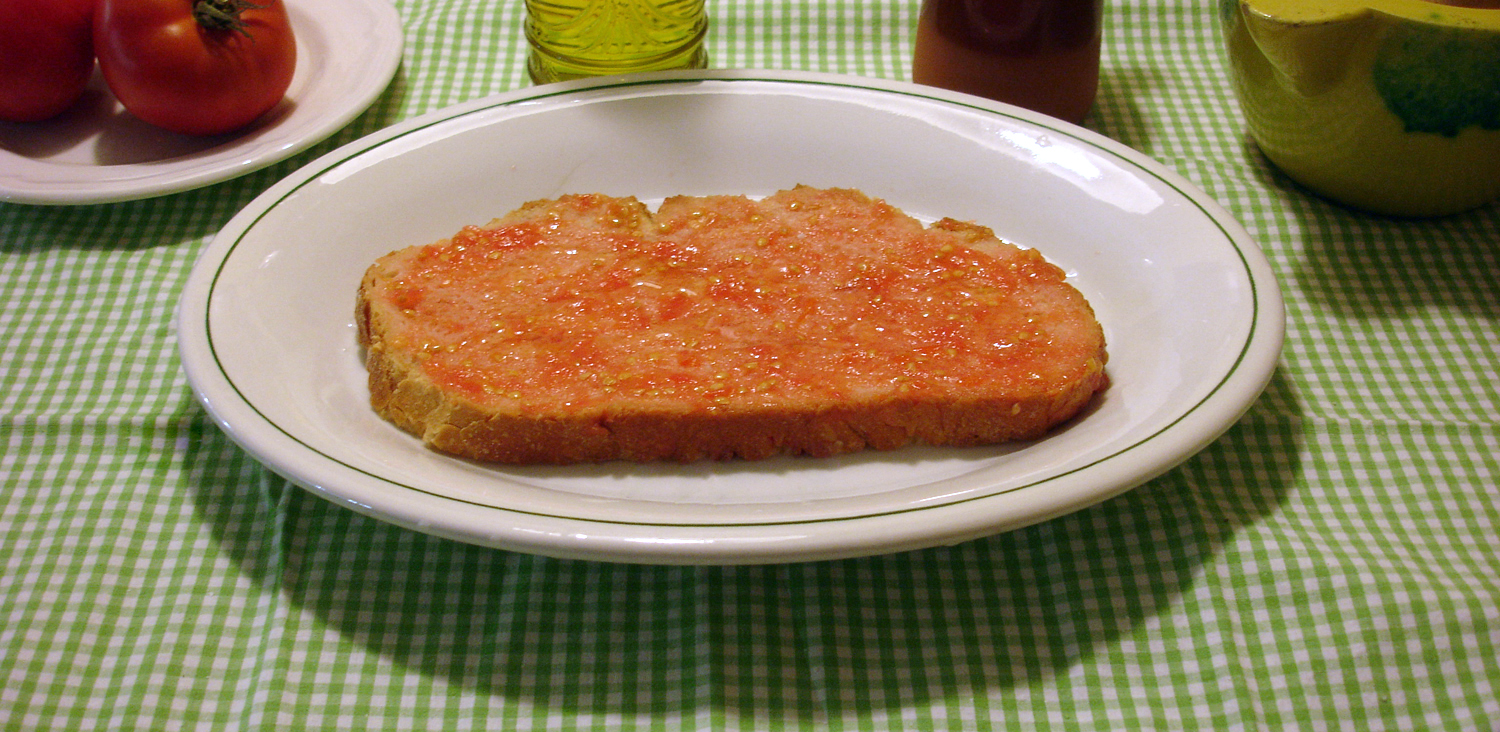
Pa amb tomàquet

Pa amb tomàquet, oftewel 'brood met tomaat' in het Catalaans, is een gerecht uit de Catalaanse keuken dat bestaat uit (eventueel geroosterd) brood met daarop gewreven tomaat. Het wordt gekruid met olijfolie en zout en soms wordt er eerst knoflook op het brood gewreven voordat hetzelfde gedaan wordt met de tomaat. In veel Catalaanse restaurants is de tomatenmix al van tevoren klaargemaakt en hoeft men het vervolgens alleen nog op het brood te smeren. Het gerecht kan worden geserveerd met verscheidene worsten (botifarres, chorizo, fuet, etc.), ham, kaas, ansjovis of andere gemarineerde vis, of geroosterde groenten zoals escalivada.
In het begin werd pa amb tomàquet gemaakt met sneden geroosterd pa de pagès, rond, vrij groot tarwebrood (van ½ kg to 5 kg met een diameter van 20 cm tot 50 cm).
Er wordt gezegd dat er een ideale volgorde is waarin men de ingrediënten dient te gebruiken om zo tot de beste smaak te komen. Ten eerste wordt de knoflook op het brood gewreven. Vervolgens wordt hetzelfde gedaan met de tomaat. Daarna voegt men zout toe en ten slotte de olijfolie. Om alles tot een goed geheel te maken, gebruikt men traditioneel gezien het uiteinde van een stokbrood en worden alle ingrediënten samengedrukt.